# Portela (Santa Cruz da Graciosa)

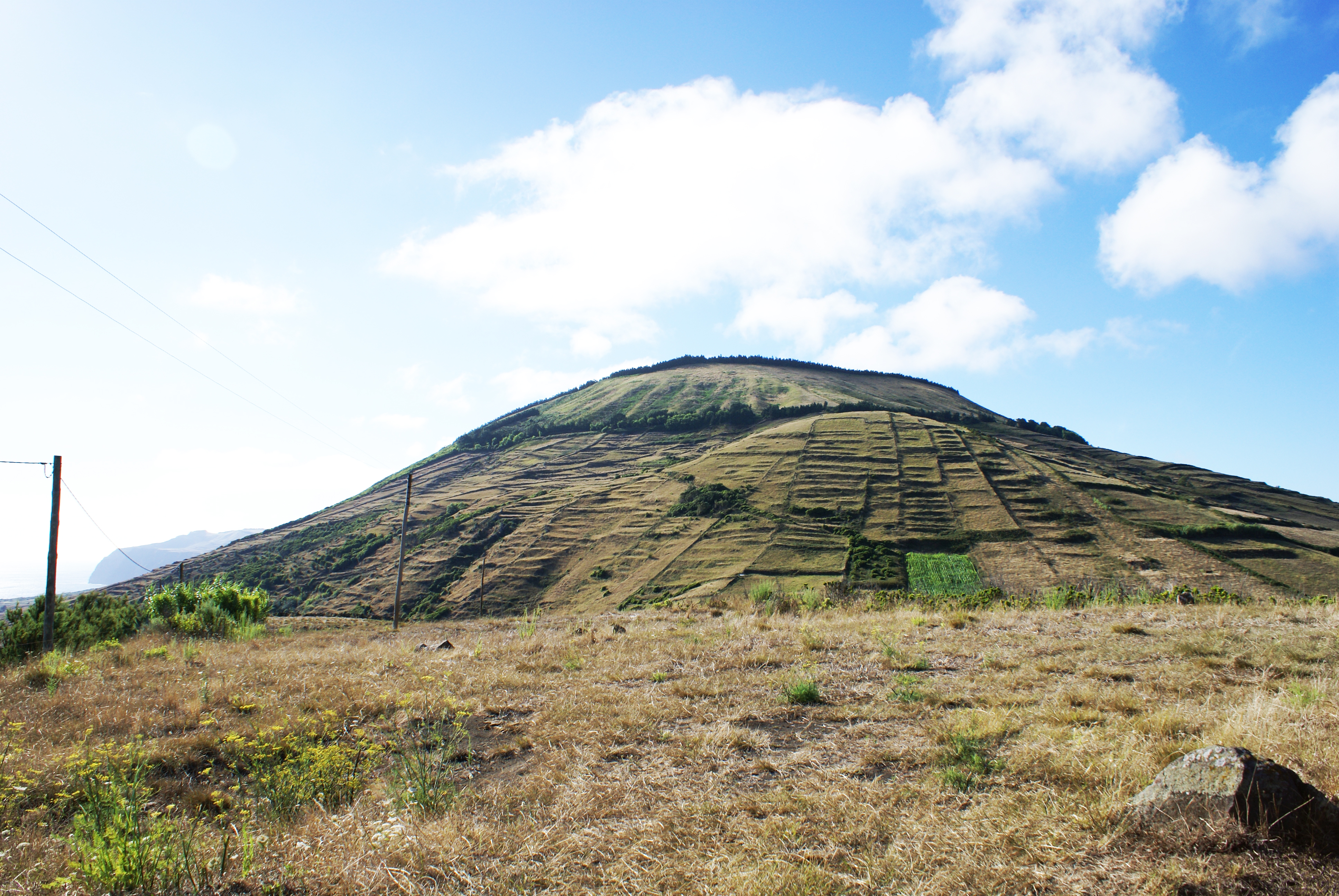
Portela.

A Portela é uma elevação portuguesa localizada na freguesia da Luz , no concelho de Santa Cruz da Graciosa, ilha Graciosa, no arquipélago dos Açores. 
Este acidente geológico destaca-se como uma elevação anexa ao vulcão que aloja a Caldeira da Graciosa, e tem o seu ponto mais elevado nos 158 m de altitude acima do nível do mar. Próxima a esta formação encontra-se a Baía da Poça, a Ponta da Restinga, bem como o Farol do Carapacho e as Termas do Carapacho.